# Повість про Варлаама та Іоасафа

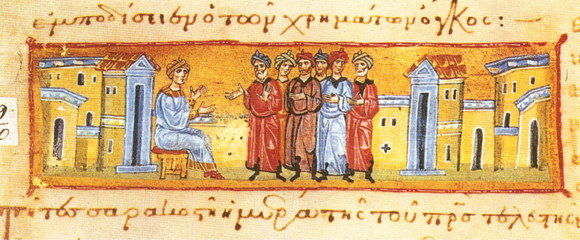

Повість про Варлаама та Іоасафа — середньовічний роман індійського походження, що походить від переказів про Будду Ґаутаму. Відомий у величезному числі перекладів і переробок більш ніж 30-ма мовами народів Азії, Європи й Африки.
Давньослов'янські переклади «Повісті» мали широке поширення в Україні, притчі з неї ввійшли до складу Прологу. Збереглися численні зображення сюжетів «Повісті» на фресках, іконах, книжкових мініатюрах.
«Повість про Варлаама та Іоасафа» стала темою докторської дисертації Івана Франка, яку він захистив 1893 року у Віденському університеті  .
Варлаам пустельник та Іоасаф царевич Індійський прилічені до лику святих, що відзначено в Православному  календарі 2 грудня (19 листопада за старим стилем) і у  Римо-католицькому мартирологу  27 листопада.

## Сюжет

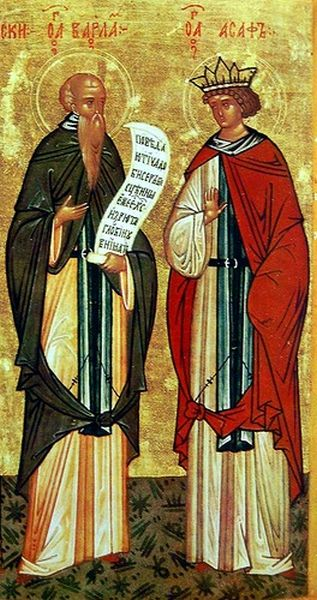
Варлаам та Іоасаф Індійський царевич (фрагмент ікони кін. XV — поч. XVI ст.)

В індійського царя Авеніра народжується довгоочікуваний син Іоасаф, якому зіркогляди пророкують майбутнє християнського подвижника. Цар-ідолопоклонник поселяє сина в ізольованому від зовнішнього світу палаці, щоб він не міг довідатися ні про християнство, ні про трагічні сторони життя — хвороби і смерті, тому що смутні думи можуть, на думку батька, збудити в Іоасафа інтерес до релігії. Але християнин-пустельник Варлаам проникає в палац під виглядом купця і прилучає Іоасафа до християнської віри. Переборовши люте протиборство батька, Іоасаф стає ревним християнином. Коли Авенір під впливом сина сам приймає хрещення, Іоасаф віддаляється в пустелю і стає пустельником.
Особливе місце в сюжеті займають повчальні притчі, за допомогою яких Варлаам розкриває своєму юному слухачеві моральні заповіти християнства. Особливе поширення в давньоукраїнській писемності набула «Притча про єдинорога». У ній розповідається, як людина, втікаючи від дивовижного звіра-єдинорога, падає в рів. Їй вдається вчепитися за гілки дерева, що росло на краю рову. Корені дерева безупинно гризуть дві миші — чорна і біла, а падіння дерева, разом з людиною, яка перебуває на ньому, очікує на дні дракон. Але людина проте з насолодою куштує мед, який сочиться з листя дерева. Далі іде роз'яснення алегорії: єдиноріг — смерть, рів — наш світ, дерево — життєвий шлях: його постійно вкорочують дві миші — день і ніч, Дракон — «черево пекла», мед — радості життя. Притча засуджує людей, які, думаючи лише про земні радості, забувають про неминучу смерть і порятунок душі.

### Сюжет у викладі Івана Франка
Коли християнство почало поширюватись в Єгипті і проникло в Індію (яка тут ототожнюється з Ефіопією, і вважається, що вона межує з Єгиптом), правив там могутній король на ім’я Авенір; стривожений аскетичним напрямом нової релігії, він запровадив жорстоке переслідування її прихильників і дійсно зумів багатьох схилити до відречення (від нової віри). Лише аскети залишаються непохитними в своїх переконаннях, хоча масово терплять тортури і смерть заради Христа.
В той час у короля народжується незвичайної вроди син. Сповнений радості, король скликає найславніших астрологів своєї країни, щоб ті провістили майбутнє молодого принца. Усі астрологи пророчать, що славою він перевершить усіх своїх попередників, і тільки один із них додає, що молодий принц стане християнином і аскетом і передбачена слава дістанеться йому аж у потойбічному житті.
Наляканий цим пророцтвом, король роздумує, яким чином можна було б запобігти його здійсненню. Він велить збудувати чудовий палац, в якому його сина мають обслуговувати найбільш здорові і вродливі юнаки, а навчати – такі ж учителі, з тим, щоб він нічого не довідався про людські злидні, хворобу і неміч. Йоасаф підростає, він відзначається надзвичайним прагненням до знань. Та, незважаючи на всі перестороги слуг, які оточують його, під час прогулянок юнак усе ж побачив прокаженого і немічного старезного діда, і в його душі народжується уява про хворобу і смерть.
У цей час Варлаам, аскет, який живе в Сенаарській пустелі, одержує уві сні божествену вказівку прибути в Індію, щоб навернути Йоасафа в християнство. Переодягнений купцем, він їде до Індії і домагається доступу до принца, вдаючи, що він хоче подарувати йому коштовний камінь-самоцвіт. Залишившись удвох із принцом, Варлаам починає навчати його біблійної історії, а потім християнської догматики.
Принц жадібно сприймає нове вчення, але особливо йому подобаються притчі, якими Варлаам пожвавлює свої бесіди, проповідуючи богоугодність аскетичного життя. Він хоче негайно піти з Варлаамом у пустелю, але той відраджує це робити, охрещує його і йде геть, залишивши Йоасафу на згадку багато повчань та свій поношений одяг пустельника. Лише згодом король дізнається про те, що сталося з його сином. Спочатку він хоче зловити Варлаама і примусити його зректися християнського вчення. Коли ж це не вдається, король вирішує влаштувати прилюдний диспут у присутності Йоасафа, причому, за попередньою домовленістю, мудрець Нахор, який у диспуті захищатиме християнство, повинен бути поставлений в абсурдне становище і переможений.
Король сподівається, що цим відіб’є у принца охоту до християнства. Але сталося непередбачене: Нахор здобув на диспуті блискучу перемогу, поставивши в абсурдне становище всіх індійських мудреців. Розлючений цим король звелів відшмагати своїх мудреців батогами і за порадою мага Тендаса піддає свого сина іншій спокусі: він оточує його лише жіночою прислугою, сподіваючись, що дівчата зведуть його на шлях розпусти. Проте Йоасаф протистоїть цій спокусі, у розмові навертає самого мага Тендаса до християнства і домагається того, що батько, щоб утримати сина від аскетичного життя, віддає йому половину свого королівства.
Йоасаф слухняно погоджується стати володарем, а потім навертає до християнства свого батька, який зовсім зрікається трону і закінчує своє життя в пустелі. Після його смерті Йоасаф не хоче більше правити королівством, зрікається трону і теж подається у пустелю Сенаар, щоб розшукати свого вчителя Варлаама. Після дворічних блукань він знаходить його, живе в молитвах і самокатуванні аж до самої смерті вчителя, ховає його, а сам живе у своїй келії ще цілих 35 років; коли Йоасаф помер, його поховав сусід-пустельник поряд з Варлаамом. Наступник Йоасафа на індійському троні у віщому сні дізнається про смерть колишнього володаря, наказує привезти його останки до Індії, і тут їх ховають з королівськими почестями. 
(переклад з німецької) 

## Видання
- Повесть о Варлааме и Иоасафе (отрывки) / Подг. текста, перевод и комм. И. Н. Лебедевой // Памятники литературы Древней Руси. XII век. — М., 1980. — С. 196 – 226.
- Повесть о Варлааме и Иоасафе / Подг. текста, исслед. и комм. И. Н. Лебедевой. — Л., 1984.
- Варлаам та Іоасаф / Хрестоматія давньої української літератури: (До кінця XVIII ст.) // Упор. акад. О. І. Білецький. — 3-є вид., доп. — К.: Рад. шк., 1967. — 784 с.